# 哈德利
哈德利（英語：Hadleigh）是英國南薩福克的一個城鎮和民政教區，2011年，哈德利有人口8,253人。